# پونتیتو
پونتیتو (به ایتالیایی: Pontito) یک منطقهٔ مسکونی در ایتالیا است که در پشا واقع شده‌است. پونتیتو ۴۷ نفر جمعیت دارد و ۷۴۵ متر بالاتر از سطح دریا واقع شده‌است.